# Lagarrigue (Tarn)
 Lagarrigue  es una población y comuna francesa, ubicada en la región de Mediodía-Pirineos, departamento de Tarn, en el distrito de Castres y cantón de Labruguière.

## Demografía
| 645 | 764 | 929 | 1320 | 1695 | 1641 |
| Para los censos de 1962 a 1999 la población legal corresponde a la población sin duplicidades (Fuente: INSEE [Consultar]) |     |     |      |      |      |